# Kijevi Eupraxia
Kijevi Eupraxia (1071 – 1109. július 20.) kijevi nagyhercegnő, házassága révén német-római császárné. Német nyelvterületen Adelheid néven ismerik.

## Élete
I. Vszevolod kijevi nagyfejedelemnek és második feleségének, Annának, az egyik kun kán lányának  a legidősebb leánya. Eupraxia 1085 körül feleségül ment Henrik nordmarki őrgrófhoz, ő azonban már 1087-ben meghalt, házasságuk gyermektelen maradt.  Másodszor 1089. augusztus 14-én házasodott meg, férje IV. Henrik császár lett. Házasságuk azonban nem tartott sokáig, mert férje hamarosan elhagyta, hűtlenséggel vádolta, és Veronában tartotta fogva. Innen 1094-ben megszökött és Matilda toszkánai őrgrófnőnél keresett menedéket. Itt súlyos vádakkal illette férjét; a vádakkal két zsinat is (1094 - Konstanz, 1095 - Piacenza) is foglalkozott. Eupraxia ekkor elhagyta Itáliát és Magyarországra ment, ahol 1099-ig tartózkodott,[forrás?] majd visszatért hazájába. Miután 1106 augusztusában meghalt férje, Eupraxia apáca lett. Ekként halt meg 1109 júliusában.